# Згурівська волость
Згурівська волость — адміністративно-територіальна одиниця Прилуцького повіту Полтавської губернії з центром у селі Згурівка.
Станом на 1885 рік — складалася з 3 поселень, 7 сільських громад. Населення 6472 — осіб (3110 осіб чоловічої статі та 3362 — жіночої), 1103 дворових господарств.
|                     | Площа, десятин | У тому числі орної, десятин |
| ------------------- | -------------- | --------------------------- |
| Сільських громад    | 5703           | 4635                        |
| Приватної власності | 6321           | 4977                        |
| Іншої власності     | 70             | 60                          |
| Загалом             | 12094          | 9672                        |

Найбільші поселення волості станом на 1885:
- Згурівка
- Аркадіївка
- Красне

Поселення волості станом на 1912:
- Згурівка, село
- Аркадіївка, село
- Красне, село
- Олександрівка, селище
- Петровасик, хутір

Старшинами волості були:
- 1900 року селянин Іван Степанович Клиновий[2];
- 1904 року селянин Федір Омелянович Важкий[3];
- 1913 роках Федір Мирославович Лишко[4];
- 1915 роках Федір Омелянович Важкий[5].